# Jola Tubielewicz
Jola Tubielewicz – polska wokalistka, kompozytorka, finalistka VI edycji Must Be The Music (2013), finalistka programu Szansa na sukces. Uczestniczka koncertu Debiuty na Festiwalu Piosenki Polskiej w Opolu. Niedawno ukazał się jej debiutancki album powstały we współpracy z Grzegorzem Skawińskim. Grzegorz Skawiński jest producentem albumu oraz autorem większości kompozycji znajdujących się na krążku.

## Życiorys
Jola Tubielewicz pochodzi z Białogardu, na scenie wystąpiła po raz pierwszy w wieku 13 lat, będąc uczennicą X Liceum Ogólnokształcące im. Bogusława X w Białogardzie wystąpiła w koncercie „Pociąg Wsparcia dla Michała”. Koncert charytatywny odbył się w celu wsparcia kosztów leczenia Michała, ucznia szkoły X LO W Białogardzie chorego na białaczkę. Następne występy Joli Tubielewicz miały miejsce na koncercie „Debiuty” w 2008 r. w czasie 45 edycji XLV Krajowy Festiwal Piosenki Polskiej w Opolu, gdzie wystąpiła z piosenką „Moje serce to jest muzyk” z repertuaru Ewy Bem. Występowała kilkakrotnie w programie „Szansa na Sukces”. Pierwszy występ w programie „Szansa na Sukces” odbył się w maju 2010, wystąpiła z piosenką „Jeden moment” (zespołu Pectus), drugi występ odbył się w październiku tego samego roku, w programie z udziałem Patrycji Markowskiej, Tubielewicz wykonała piosenkę „Zaćmienie serca”, zajęła I miejsce, wystąpiła finale „Szansy na sukces” który odbył się Sali Kongresowej w Warszawie. 11 września 2011 wzięła udział w programie laureatów „Szansa na Sukces” z udziałem członka zespołu muzycznego z zespołu Genesis Raya Wilsona. Jej występ z piosenką „American Beauty” otrzymał wyróżnienie od jurora Roya Wilsona.
W 2013 w eliminacjach show muzycznym Polsatu Must Be the Music zaśpiewała piosenkę „Me & Bobby McGee” Janis Joplin, została przyjęta do programu, zakwalifikowała się do finału dzięki głosom słuchaczy radia RMF FM (dzika karta).
W 2022 wystąpiła w konkursie wokalnym, interpretacji piosenek Danuty Rinn który odbywał się w czasie 7. edycji Danuta Rinn Festiwal, gdzie zdobyła GrandPrix, znalazła się wśród 10 laureatów, którzy zakwalifikowali się do 25. Festiwalu „Pamiętajmy o Osieckiej”.
Nagrała także piosenkę „On the edge” do czołówki serialu „Na krawędzi 2”, film emitowano w telewizji Polsat.
W czasie XVI Festiwalu Wielki Ogień im. Miry Kubasińskiej w Ostrowcu Świętokszyskim wystąpiło 18 polskich zespołów muzycznych, Jola Tubielewicz otrzymała wyróżnienie najlepszego wokalisty.

## Dyskografia
(Źródło informacji:)

### Albumy
- Jola Tubielewicz (2023)

### Single
- „Adrealina” (2016)
- „Nie wiesz” (2016)
- „Inny świat” (2015)
- „Mówiłam Ci” (2022)
- „Czarna wdowa” (2021)
- "Lato w Miłości"
- "Nocny pociąg"